# Nelo mediata
Nelo mediata är en fjärilsart som beskrevs av W. Warren 1906. Nelo mediata ingår i släktet Nelo och familjen mätare. Inga underarter finns listade i Catalogue of Life.